# Zum Heiligen Kreuz (Kreuzwertheim)

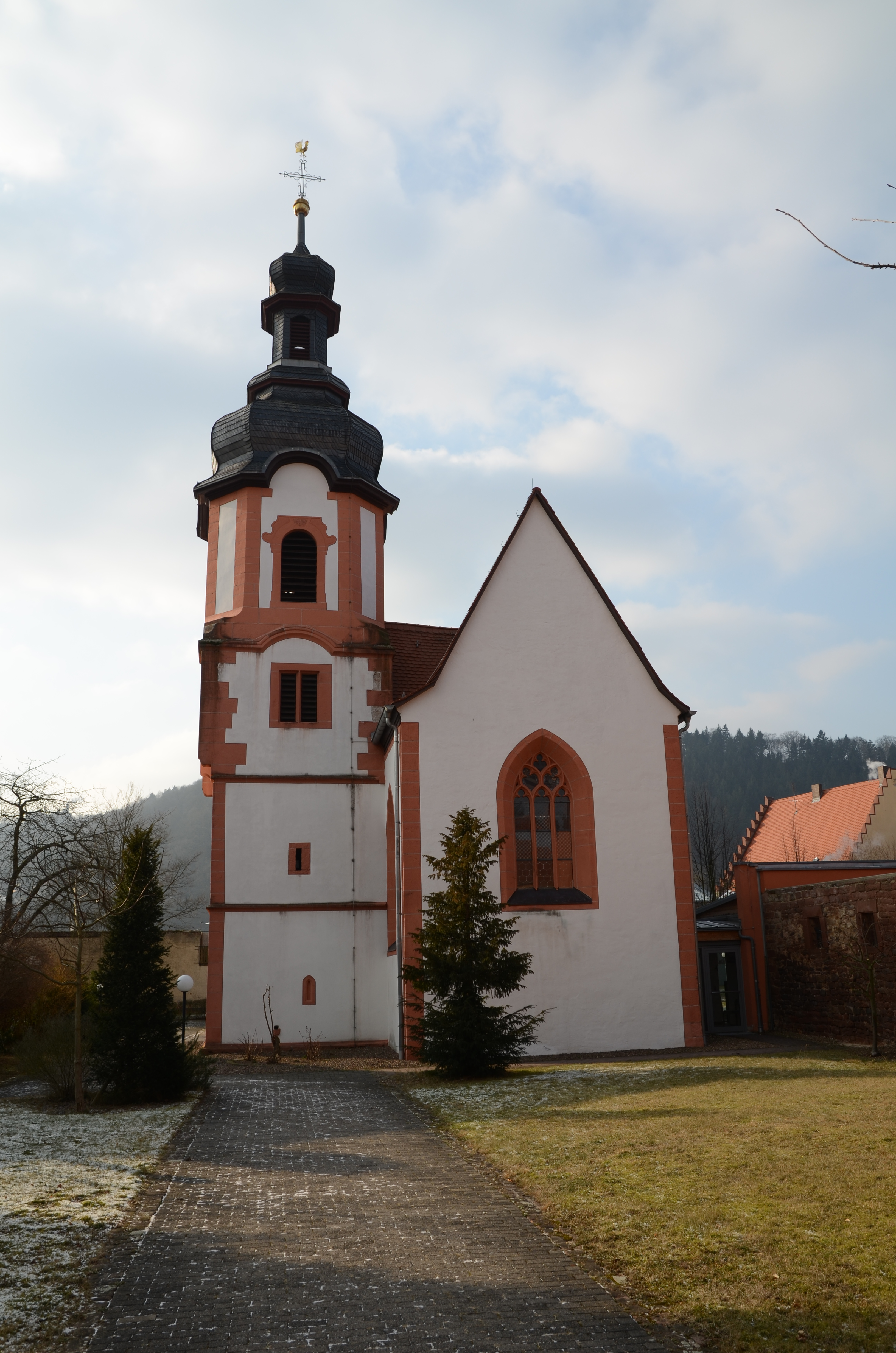
Zum Heiligen Kreuz (Kreuzwertheim)

Die evangelische Pfarrkirche Zum Heiligen Kreuz steht in Kreuzwertheim, einem Markt im unterfränkischen Landkreis Main-Spessart in Bayern. Das denkmalgeschützte Bauwerk hat ein Langhaus mit einem Kern aus dem 12./13. Jahrhundert.

## Beschreibung
Die Saalkirche besteht aus einem im Kern romanischen Langhaus, einem eingezogenen rechteckigen Chor von 1443 im Osten und einem frühgotischen Chorflankenturm an dessen Südseite, der 1600 und 1753 aufgestockt und mit einer Welschen Haube bedeckt wurde. Das Portal befindet sich an der Südseite des Langhauses. Über dem Altar ruht ein Ziborium. Die Kanzel wurde 1682 aufgestellt, das Taufbecken ein Jahr später. Der Opferstock ist von 1477.